# Geburah
Geburah, Força, Severidade (Em hebraico, גבורה: Gimel, Beth, Vau, Resh, Hé) é a quinta sephirah da Árvore da Vida cabalística. Na Árvore, está localizada acima de Hod e abaixo de Binah, no centro do pilar da severidade, contrastando em oposição a sephirah Chesed. Sua imagem mágica é um rei indo para a guerra em uma carruagem carregada por dois cavalos. Essa sephirah representa a capacidade destrutiva da força. Mas essa não é uma sephirah má, como as qliphoth. Toda sephirah é importante. É através da destruição que vem a mudança, e dela vem o progresso. Essa sephirah só seria má se não houvesse Chesed para equilibra-la. Quando o Adepto Iniciado transcende para a esfera de Geburah ele será reconhecido dentro de algumas ordens de magia como Adeptus Major, 6º=5º. O texto yetzirático dessa sephirah é: "O Quinto Caminho chama-se Inteligencia Radical, porque se assemelha à Unidade, unindo-se a Binah. Entendimento, que emana das profundidades primordiais de Chokmah, Sabedoria". O arcanjo governante dessa esfera sephirática é o Arcanjo Khamael; e o coro angélico são os Seraphim, serpentes de fogo. Suas virtudes são energia e coragem, e seus defeitos podem ser a destruição e a crueldade. A experiência espiritual atribuída a essa sephirah é a visão do poder.